# Kamohelo Mokotjo
Kamohelo Mokotjo (né le 11 mars 1991 à Odendaalsrus) est un footballeur international sud-africain. Il joue au poste de milieu défensif.

## Biographie

### Supersport United
Formé au club depuis 2002, il y commence sa carrière professionnelle en 2008. Lors de la saison 2008-2009, il fait une apparition, le 20 décembre lors d'une défaite 1-0 contre Santos Cape Town. Il est sacré champion à l'issue de la saison.

### Feyenoord Rotterdam
En août 2009, il rejoint le Feyenoord Rotterdam qui le prête immédiatement à l'Excelsior Rotterdam en Eerste Divisie. Il fait ses débuts le 16 octobre face au PEC Zwolle (victoire 3-0). Il marque son unique but le 26 février lors d'une défaite 3-1 face à De Graafschap. Lors de ce prêt, il participe grandement à la montée, via les play-offs, du club en Eredivisie.
De retour de prêt, il joue son premier match sous les couleurs du Feyenoord Rotterdam le 22 septembre 2010, en Coupe des Pays-Bas face à Roda JC (défaite 2-2 4-3). Ronald Koeman l'utilise surtout comme remplaçant et il prend part à 14 rencontres en championnat. Son statut ne change pas vraiment lors de la saison suivante mais le club décide tout de même de prolonger son contrat.
Lors de la saison 2012-2013, il joue principalement avec l'équipe réserve et doit se contenter d'une seule apparition en équipe première.

### PEC Zwolle
Le 10 mai 2013, il rejoint le PEC Zwolle. Il fait ses débuts le 4 août, face à son ancien club, le Feyenoord Rotterdam, qu'il bat 2-1. Il marque lors des deux journées suivantes, face au Heracles Almelo (victoire 3-1) puis face au NEC Nimègue (victoire 5-1). Il réalise une saison pleine malgré quelques blessures et remporte même la Coupe des Pays-Bas contre l'Ajax Amsterdam (victoire 5-1).
Il commence la saison suivante en remportant le Johan Cruijff Schaal, là encore face à l'Ajax Amsterdam (victoire 1-0). Il s'agit de son dernier match avec les Blauwvingers.

### FC Twente
Le 8 août 2014, il s'engage avec le FC Twente. Il fait sa première apparition le 9 août contre le SC Cambuur (1-1) et marque son premier but lors de la journée suivante, face à l'ADO La Haye (2-2). Il réalise une bonne saison, délivrant notamment 7 passes décisives.
Il devient alors un des cadres de l'équipe et joue pratiquement tous les matchs des saisons 2015-2016 et 2016-2017.

### Brentford FC
Le 7 juillet 2017, il signe un contrat de trois ans en faveur du Brentford FC qui évolue en Championship. Il fait ses débuts le 5 août contre Sheffield United (défaite 1-0). Bien qu'il trouve l'adaptation au football anglais compliquée, il réalise une bonne saison et marque son premier but le 17 février 2018 contre Sunderland (victoire 2-0).
Au début de la saison 2018-2019, Dean Smith lui fait moins confiance mais il retrouve un statut de titulaire régulier lors de l'arrivée de Thomas Frank au poste d'entraîneur.

### FC Cincinnati
En août 2020, il rejoint le FC Cincinnati en Major League Soccer. Peu utilisé, son contrat est racheté le 18 janvier 2022 et il se retrouve donc libre.

### Sélection
Il participe à la Coupe du monde des moins de 20 ans 2009 avec l'équipe d'Afrique du Sud des moins de 20 ans.
Il reçoit sa première sélection en équipe d'Afrique du Sud le 11 septembre 2012, en amical contre le Mozambique (victoire 2-0).
Il participe à la Coupe d'Afrique des nations 2019.

## Palmarès
- Supersport United
  - Champion d'Afrique du Sud en 2008-2009
- Feyenoord Rotterdam
  - Vice-champion des Pays-Bas en 2011-2012
- PEC Zwolle
  - Vainqueur de la Coupe des Pays-Bas en 2013-2014
  - Vainqueur de la Supercoupe des Pays-Bas en 2014

## Statistiques
| Saison                | Club                       | Championnat           | Championnat | Championnat | Coupe nationale | Coupe nationale | Coupe de la Ligue | Coupe de la Ligue | Supercoupe | Supercoupe | Compétition(s) continentale(s) | Compétition(s) continentale(s) | Compétition(s) continentale(s) | Séries | Séries | Total | Total |
| Saison                | Club                       | Division              | M.          | B.          | M.              | B.              | M.                | B.                | M.         | B.         | Comp.                          | M.                             | B.                             | M.     | B.     | M.    | B.    |
| 2008-2009             | Supersport United FC       | Premiership           | 1           | 0           | 0               | 0               | -                 | -                 | -          | -          | -                              | -                              | -                              | -      | -      | 1     | 0     |
| 2009-2010             | Excelsior Rotterdam (prêt) | Eerste Divisie        | 25          | 1           | 1               | 0               | -                 | -                 | -          | -          | -                              | -                              | -                              | 4      | 0      | 30    | 1     |
| 2010-2011             | Feyenoord Rotterdam        | Eredivisie            | 14          | 0           | 1               | 0               | -                 | -                 | -          | -          | -                              | -                              | -                              | -      | -      | 15    | 0     |
| 2011-2012             | Feyenoord Rotterdam        | Eredivisie            | 20          | 0           | 2               | 0               | -                 | -                 | -          | -          | -                              | -                              | -                              | -      | -      | 22    | 0     |
| 2012-2013             | Feyenoord Rotterdam        | Eredivisie            | 1           | 0           | 0               | 0               | -                 | -                 | -          | -          | -                              | -                              | -                              | -      | -      | 1     | 0     |
| Sous-total            | Sous-total                 | Sous-total            | 35          | 0           | 3               | 0               | -                 | -                 | -          | -          | -                              | -                              | -                              | -      | -      | 38    | 0     |
| 2013-2014             | PEC Zwolle                 | Eredivisie            | 27          | 2           | 6               | 0               | -                 | -                 | 1          | 0          | -                              | -                              | -                              | -      | -      | 34    | 2     |
| Sous-total            | Sous-total                 | Sous-total            | 27          | 2           | 6               | 0               | -                 | -                 | 1          | 0          | -                              | -                              | -                              | -      | -      | 34    | 2     |
| 2014-2015             | FC Twente                  | Eredivisie            | 33          | 1           | 5               | 0               | -                 | -                 | -          | -          | -                              | -                              | -                              | -      | -      | 38    | 1     |
| 2015-2016             | FC Twente                  | Eredivisie            | 31          | 1           | 1               | 0               | -                 | -                 | -          | -          | -                              | -                              | -                              | -      | -      | 32    | 1     |
| 2016-2017             | FC Twente                  | Eredivisie            | 33          | 1           | 0               | 0               | -                 | -                 | -          | -          | -                              | -                              | -                              | -      | -      | 33    | 1     |
| Sous-total            | Sous-total                 | Sous-total            | 97          | 3           | 6               | 0               | -                 | -                 | -          | -          | -                              | -                              | -                              | -      | -      | 103   | 3     |
| 2017-2018             | Brentford FC               | Championship          | 35          | 1           | 1               | 0               | 3                 | 0                 | -          | -          | -                              | -                              | -                              | -      | -      | 39    | 1     |
| 2018-2019             | Brentford FC               | Championship          | 34          | 3           | 1               | 0               | 2                 | 1                 | -          | -          | -                              | -                              | -                              | -      | -      | 37    | 4     |
| 2019-2020             | Brentford FC               | Championship          | 25          | 1           | 1               | 0               | 0                 | 0                 | -          | -          | -                              | -                              | -                              | -      | -      | 26    | 1     |
| Sous-total            | Sous-total                 | Sous-total            | 94          | 5           | 3               | 0               | 5                 | 1                 | -          | -          | -                              | -                              | -                              | -      | -      | 102   | 6     |
| 2020                  | FC Cincinnati              | MLS                   | 9           | 0           | -               | -               | -                 | -                 | -          | -          | -                              | -                              | -                              | -      | -      | 9     | 0     |
| 2021                  | FC Cincinnati              | MLS                   | 13          | 0           | -               | -               | -                 | -                 | -          | -          | -                              | -                              | -                              | -      | -      | 13    | 0     |
| Sous-total            | Sous-total                 | Sous-total            | 22          | 0           | 0               | 0               | -                 | -                 | -          | -          | -                              | -                              | -                              | -      | -      | 22    | 0     |
| Total sur la carrière | Total sur la carrière      | Total sur la carrière | 301         | 11          | 19              | 0               | 5                 | 1                 | 1          | 0          | -                              | 0                              | 0                              | 4      | 0      | 330   | 12    |